# Erythrosuchus
Erythrosuchus (o seu nome significa "crocodilo vermelho") é um dos primeiros tecondontes terrestres.Viveu há 230 milhões de anos no Triásico. Foi descoberto por Robert Broom. Tem 5 metros de comprimento e o seu crânio um metro. É considerado um caçador muito voraz e o maior predador do início do Triásico. A sua cabeça gigantesca possui fortes mandíbulas guarnecidas de dentes pontiagudos. Caçava os terápsideos do sul de África como o Kannemeyeria.